# Francesco Lodi
Francesco Lodi (Nápoly, Olaszország, 1984. március 23. –) olasz labdarúgó, jelenleg a Catania Calcio játékosa.

## Klubkarrier
Az Empoli csapatánál kezdte pályafutását, itt mutatkozott be az élvonalba. 2006-ban a több játéklehetőség reményében a másodosztályú Frosinone Calcio csapatához igazolt. Két idény alatt 24 gólt szerzett, majd visszaigazolt az Empolihoz. Itt is két évet töltött el, 21 gólt szerzett, majd ismét a Frosinone Calcio csapatához igazolt. Fél év alatt szerzett hét gólt, majd az Udinese játékosa lett. Fél évet játszott Udinében, 22 mérkőzésen két gólt szerzett. A több játéklehetőség reményében a Catania Calcio csapatát választotta 2010-ben. 53 meccsen 12 gólt szerzett.

## Válogatott karrier
Összesen 41 alkalommal játszott az olasz utánpótlás válogatottakban, ezeken a mérkőzéseken 21 gólt szerzett.